# Fabio Galante
Fabio Galante, född 20 november 1973 i Montecatini Terme, är en italiensk före detta fotbollsspelare. Han var en del av det italienska u-21 lag som vann guld i EM i Frankrike 1994 samt vid Olympiska sommarspelen 1992 i Barcelona.